# The Belle of the School
The Belle of the School è un cortometraggio muto del 1914 diretto da Arthur Ellery. Fu il secondo dei tre film diretti da Ellery che avevano come protagonista Muriel Ostriche.

## Produzione
Il film fu prodotto dalla Thanhouser Film Corporation (con il nome Princess).

## Distribuzione
Distribuito dalla Mutual Film, uscì nelle sale cinematografiche USA il 21 agosto 1914.